# Silent Line: Armored Core
 (septembre 2011).
Si vous disposez d'ouvrages ou d'articles de référence ou si vous connaissez des sites web de qualité traitant du thème abordé ici, merci de compléter l'article en donnant les références utiles à sa vérifiabilité et en les liant à la section « Notes et références ».
 (octobre 2018).
Silent Line: Armored Core (ou Armored Core: Silent Line) est un jeu vidéo d'action, développé par FromSoftware et édité par Agetec, sorti à partir de 2003 sur PlayStation 2, puis porté dès 2009 sur PlayStation Portable. Le jeu fait partie de la franchise Armored Core. Le joueur incarne un mecha.

## Trame

### Contexte
À la suite de la destruction de Layered — la société souterraine de machines — par les mains d'un Raven, l'humanité reprend lentement son processus de retour et de repeuplement de la surface du globe. Tout va bien dans le meilleur des mondes, c'est du moins ce que les corporations tentent de faire croire à la population. Mais malgré une certaine confiance en la parole des compagnies, certains cherchent à en savoir plus.
Des équipes de reconnaissance sont envoyées de part et d'autre de la Terre pour reconnaître le terrain et déterminer ce qui aurait pu être modifié, mais également afin de trouver des espaces permettant la réinstallation de l'humanité. Tout semble explorable et accessible, mise à part une zone qui échappe encore aux patrouilles. Mais toute tentative pour enquêter dans cette région se conclut par une complète perte de contact avec les unités d'exploration. Tout ce qui tente de traverser cette frontière tombe alors dans le silence. C'est ainsi que cette ligne de démarcation prend le nom de « Silent Line ».
Étant donné que l'humanité a vécu dans les strates souterraines après une catastrophique guerre nucléaire mondiale, il n'y a aucune information sur cette zone silencieuse. Mais tout ce qui traverse ne revient jamais. Les Ravens de Global Cortex ont ainsi pour mission de s'y rendre pour découvrir ce qu'il en retourne exactement afin de répondre à cette énigme.

### Groupes et Personnages

#### Mercenaires
- Global Cortext : déjà présente dans Armored Core 3, est une organisation unique, intermédiaire entre les corporations clientes et les Ravens exécutants. Ces mercenaires, plus communément appelés Ravens, sont des pilotes d'armures mobiles massives également nommées Armored Cores. Travaillant étroitement avec l'ensemble des grandes corporations de Layered, Global Cortex maintient une stricte neutralité dans les conflits propres aux grands groupes industriels et veille à ne prendre parti pour aucun d'eux.

#### Corporations
- Mirage - C'est la plus grande des trois corporations. Après son implication dans les évènements concernant le Controller dans Armored Core 3, elle tente de renforcer sa position en tant que pouvoir dominant par l’acquisition et l'exploitation immédiate des territoires de la surface. Mirage croit que l'avenir de l'humanité réside en surface et place tous ses efforts dans cette optique afin que sa vision du futur devienne réalité. Chaque jour, alors que son influence sur Layered diminue, son emprise sur le monde en surface augmente.
- Crest - Second après Mirage, Crest est une autre grande compagnie exerçant une influence majeure sur la population. Bien que les deux sociétés soient toutes deux conscientes des avantages importants du contrôle de la surface de la planète, la stratégie de Crest, pas aussi immédiatement apparente que celle de Mirage, est basée sur du plus long terme. Crest entend d'abord combler le vide laissé derrière eux quand The Controller a été détruit, gagnant ainsi le contrôle de Layered et de ses citoyens, puis d'utiliser cet élan pour consolider sa position en surface.
- Kisaragi - Kisaragi reste la souris parmi les lions qu'elle était déjà dans Armored Core 3, et même s'ils ont fait quelques gains de territoires en surface, cela reste mince par rapport aux espaces sécurisés par Crest et Mirage. Une confrontation avec l'un de ses rivaux se traduirait par sa disparition pure et simple, c'est pourquoi elle prend grand soin d'éviter toute implication dans les conflits entre les deux grandes corporations. Adoptant une attitude d'attente et d'observation, Kisaragi fait tout ce qu'elle peut de manière réaliste pour assurer sa pérennité.
- Artificial intelligence Office (AIO) - Une organisation dédiée au développement d'une nouvelle intelligence artificielle après la destruction du Controller dans Armored Core 3 et le retour de l'humanité à la surface du globe. C'est également le fournisseur des trois corporations en technologie I.A. c'est pourquoi elle est utile dans les efforts de chacune. Il semble curieux pourtant que personne n'ait jamais fait face à l'un de ses représentants.

#### Personnages principaux
- Emma Sears - Une opératrice de Global Cortex responsable des liaisons radios et de l'attribution des missions du joueur.
- Sera Cross - Une femme énigmatique travaillant pour AIO, relayant occasionnellement certaines informations au joueur. En dépit de son aide utile, ses motivations paraissent discutables, tout comme ceux de l'organisation pour laquelle elle travaille. Ses agissements posent la question de savoir si elle est vraiment aussi utile qu'elle le paraît...

#### Technologie
- IBIS - Une intelligence artificielle assimilable à The Controller trouvée dans le second Layered.

### Histoire
Au cours du jeu, la technologie conférée aux corporations se révèle d'une qualité douteuse et ressemble étrangement à celle du Controller. De plus, un canon satellitaire doué d'une certaine autonomie est découvert dans l'espace par la technologie de reconnaissance de Mirage. Alors que des unités envoyées par la compagnie tentent d’infiltrer le satellite, ils arrêtent accidentellement un ancien mécanisme. Un mystérieux code est alors envoyé à toutes les technologies données aux différentes corporations par AIO dont une grande partie va se détraquer, exploser ou même attaquer les forces armées des corporations de manière autonome causant de catastrophiques pertes de ressources pour chacune d'elles. Ce coup qui leur est porté les amène à collaborer pour une action collective et un effort commun encore jamais vu auparavant. C'est l'ensemble des sociétés qui va envoyer une troupe de Raven jusqu'au satellite afin de désactiver le canon désormais en tire libre sur la surface de la Terre. Ses attaques aléatoires semblent pourtant éviter soigneusement Silent Line. Une fois le canon désactivé, les corporations se mettent en quête de la source du code de dérogation qui justement semble se situer au-delà de Silent Line. Un Raven solitaire est alors envoyé dans la région, à travers la ligne de démarcation. Il y découvre une énorme forteresse également dotée d'une intelligence artificielle dans laquelle il s'infiltre afin de détruire l'émetteur du code. Pour autant, il devient évident que la forteresse n'est qu'une simple station de relais et les corporations se voient obligées de faire marche arrière pour trouver la source originelle du code. Ce faisant, elles trouvent enfin le point d'émanation du signal : il provient d'une I.A. d'une autre Layered (le Raven trouve le chemin y menant dans la forteresse). Le Raven est donc envoyer au lieu d'émission pour une ultime enquête, où il découvre que Sera Cross (l'énigmatique employée de AIO), l'organisation AIO elle-même ainsi que l'ensemble de ses employés et subordonnés sont tous des intelligences artificielles. Le Raven découvre également plusieurs machines inconnues, qui avaient été repérées précédemment par les unités d'exploration des corporations en surface mais rapidement détruites avant d'avoir pu en savoir plus. Installée dans les entrailles de ce nouveau Layered, le Raven fera face à IBIS, Une intelligence artificielle possédant deux voix (l'une mâle, probablement celle d'un ordinateur et l'autre féminine, la voix de Sera Cross). Après avoir éliminé IBIS, libérant ainsi la surface de l'emprise de Silent Line et permettant aux citoyens du second Layered de revenir à la surface du globe, le jeu se termine sur l'image d'un avion de transport volant librement à la surface de la Terre.

## Système de jeu
Silent Line est la continuité d'Armored Core 3 mais introduit de nouveaux aspects. Les armes montées sur l'AC possèdent un taux de dommages maximum et si celui est dépassé en mission à cause de trop nombreux impacts subits, les pièces touchées peuvent devenir inutilisables pour le reste de la mission et devront être restaurées par la suite. Des armes "Clone" sont également disponibles, copies de pièces d'armes existantes mais modifiées pour être plus performantes : couleurs et statistiques améliorées, comme par exemple plus de légèreté ou une réserve de munitions plus fournie. Aucun de ces développements de Silent Line ne seront conservés dans l'épisode suivant, Armored Core: Nexus.

## Version PSP
La version PlayStation Portable (intitulée Armored Core: Silent Line Portable) est sortie au Japon en novembre 2009 et aux États-Unis le 4 février 2010. Certains aspects visuels sont améliorés tels que le menu, le jeu en ligne ad-hoc et la possibilité d'importer sa sauvegarde d'Armored Core 3 Portable.